# Eura församling
Eura församling (fin. Euran seurakunta) är en evangelisk-lutherska församling i Eura kommun, Finland. Församlingen hör till Åbo ärkestift och Nedre Satakunta prosteri. Eura församling har varit en självständig församling sedan 1420-talet.
Församlingens huvudkyrka är Eura kyrka och Jukka Kemppainen fungerar som församlingens kyrkoherde. Eura församling har cirka 9 300 medlemmar (8/2021).

## Kyrkor
Lista av kyrkor i Eura församling:
| Kyrka            | Byggår |
| ---------------- | ------ |
| Eura kyrka       | 1898   |
| Honkilax kyrka   | 1759   |
| Hinnerjoki kyrka | 1755   |
| Kiukais kyrka    | 1761   |
| Panelia kyrka    | 1909   |

## Series pastorum
| Ämbetstid | Namn                            | Levnadstid | Övrigt |
| --------- | ------------------------------- | ---------- | ------ |
| 1539-1556 | Philpus Olai                    |            |        |
|           | Johannes Jacobi Wenne           |            |        |
| 1574-1577 | Mårten                          |            |        |
| 1577      | Laurentius Wenne                |            |        |
| 1589-1590 | Matts Martini                   |            |        |
| 1590-1602 | Matthias Matthaeus Nicolai Bjur |            |        |
| 1602      | Matthias Marthini               |            |        |
| 1615-1629 | Michael Johannis                |            |        |
| 1631-1632 | Joachimus Melchioris            |            |        |
|           | Marcus Amundi                   |            |        |
|           | Michael Mathini Mymmaeus        |            |        |
|           | Sigfridus Matthiae Borg         |            |        |